# Jan Koob Slomp
Jan Koob Slomp (Ruinen, 15 september 1934 – Hardenberg, 6 maart 2025) was een Nederlands politicus van de ARP en later het CDA.
Hij werd geboren als zoon van een landbouwer en begon zijn ambtelijke loopbaan in 1952 als volontair bij de gemeente de Wijk. Een jaar later maakte hij de overstap naar de gemeente Oostburg om daarna bij de gemeente Voorst te gaan werken. Vervolgens heeft Slomp nog als adjunct-commies gewerkt bij de gemeente Marum en in 1961 werd hij hoofdcommies bij de gemeentesecretarie van Vollenhove. In april 1968 volgde hij Anne Sybesma op als de gemeentesecretaris van de gemeente Ulrum en in maart 1972 volgde zijn benoeming tot burgemeester van Oldekerk. In oktober 1983 werd Slomp de burgemeester van Gramsbergen wat hij zou blijven tot hij eind 1992 vervroegd met pensioen ging.
Slomp overleed in maart 2025 op 90-jarige leeftijd.